# Fiat RS.14
Fiat RS.14 (CMASA RS.14) – włoski wodnosamolot z okresu II wojny światowej

## Historia
Pod koniec lat 30. XX w. w wytwórni lotniczej Costruzioni Meccaniche Aeronautiche S.A. (CMASA) specjalizującej się w budowie wodnosamolotów, a należącej do koncernu FIAT opracowano nowy wodnosamolot, który miał zastąpić używane w lotnictwie włoskim samoloty CANT Z.501 Gabbiano. Samolot został opracowany przez zespół pod kierunkiem inż. Manlio Stiavelliego.
W maju 1939 roku został oblatany pierwszy prototyp samolotu, który otrzymał oznaczenie Fiat RS.14 (używana była także nazwa CMASA RS.14). W trakcie prób wykazał on dobre osiągi i dowództwo lotnictwa włoskiego samolotu tego typu z przeznaczeniem dla morskich eskadr rozpoznawczych i patrolowych.
W maju 1941 roku rozpoczęto produkcję seryjną pierwszej wersji samolotu oznaczonej jako RS.14A przeznaczonej do szkolenia załóg. Następnie w 1942 roku rozpoczęto produkcję kolejnej wersji oznaczonej jako RS.14B przeznaczonej głównie do wykrywania i zwalczania okrętów podwodnych. Kolejną wersja oznaczona jako RS.14C miała uproszczoną konstrukcję i część z samolotów tej wersji przystosowano do ratownictwa morskiego. Produkcję seryjną samolotu RS.14 zakończono we wrześniu 1943 roku i łącznie wyprodukowano 185 samolotów wszystkich wersji.
W 1943 roku zbudowano prototyp wersji lądowej samolotu, który otrzymał oznaczenie AS.14. We wrześniu 1943 roku uległ on katastrofie, po tym zdarzeniu nie prowadzono dalszych badań nad tym samolotem.

## Użycie
Samolot RS.14 wprowadzono do eskadr lotnictwa morskiego, w grudniu 1941 roku i początkowo służyły one do szkolenia, a od lipca 1942 roku zaczęto je wprowadzać do jednostek bojowych. Wyposażono w nie pułki operujące w rejonie Morza Tyrreńskiego, Morza Jońskiego i w południowej części Adriatyku.
W momencie kapitulacji Włoch we włoskim lotnictwie morskim służyło jeszcze 39 samolotów tego typu. Część znajdująca się na północy Włoch weszła w skład lotnictwa Republiki Salo a samoloty znajdujące się na południu weszły w skład lotnictwa Aviazione Cobelligerante Italiana, które walczyło po stronie aliantów.
Po zakończeniu II wojny światowej samoloty Fiat RS.14, które nie zostały zniszczone w trakcie walk pozostały we włoskim lotnictwie morskim, gdzie pełniły służbę głównie jako samoloty łącznikowe. Ostatecznie zostały wycofane z jednostek lotniczych w 1948 roku.

## Opis konstrukcji
Samolot Fiat RS.14 był średniopłatem o konstrukcji metalowej. Kabiny zakryte. Podwozie pływakowe. Napęd stanowiły dwa silniki gwiazdowe w układzie podwójnej gwiazdy.